# 나물
나물(문화어: 남새)은 한국 요리 중 하나로 콩나물 등의 채소나 고사리 등의 산채, 야생초를 삶아서 만든 것을 조미료와 참기름으로 무친 것이다. 또, 채소, 산채, 야생초를 요리한 것도 나물이라고 한다. 한국 전통식에서 많이 나오는 요리이다. 조리법은 단순하지만, 재료가 다양하기 때문에 많은 종류의 나물이 있다.
콩의 나물은 콩나물이라 하는데, 콩나물을 조리해서 콩나물국이나 콩나물국에 밥을 넣은 콩나물국밥 등을 먹기도 한다.
기본적으로 볶아 만드는 것과, 삶거나 데치는 두 가지 요리 방법이 있으며 어느 쪽이든 채소의 섬유질을 보존한 상태로 익히는 것이 중요하다. 양념으로는 참기름과 소금을 섞은 기름장이 가장 보편적이며, 그 외 마늘과 파 등의 향채가 일부 포함된다. 일부 향이 강하거나 말려서 먹는 나물은 고추장, 고춧가루, 간장 양념을 쓰기도 한다.
산에서 나는 나물은 "산나물", 봄에 나는 나물은 "봄나물"로 부른다. 정월 대보름에는 오곡밥과 함께 "보름나물"을 먹는다.

## 나물의 주 재료

### 채소
- 애호박
- 박
- 방아
- 방풍
- 움
  - 콩나물
  - 숙주나물
- 비름
- 봄동
- 부추
- 참나물
- 초피
- 취나물
  - 참취
  - 곰취
  - 서덜취
- 곤달비
- 달래
- 다래순
- 더덕
- 돌나물
- 도라지
- 두릅
- 음나무순
- 가지
- 갓
- 근대
- 깻잎
- 꿩의다리
- 고비
- 고들빼기
- 고구마순
- 곤드레
- 고사리
- 광대나물
- 메밀
- 머위
- 미나리
- 민들레
- 무
- 무순
- 명이
- 냉이
- 노각
- 오이
- 파
  - 대파
  - 쪽파
  - 실파
- 파드득나물
- 풀솜대
- 삼나물
- 세발나물
- 섬쑥부쟁이
- 시금치
- 시래기
- 씀바귀
- 쑥갓
- 쑥
- 땅두릅
- 우산나물
- 원추리
- 유채
- 윤판나물
- 윤판나물아재비
- 헛개나무
- 딱주

### 해초
- 미역
- 파래
- 톳

### 버섯
- 느타리
- 팽이
- 표고
- 송이
- 양송이

### 기타
- 곤약
- 묵
  - 도토리묵
  - 메밀묵
  - 녹두묵
    - 청포묵
    - 황포묵
- 쇠심

## 같이 보기
- 바다나물
- 산채
- 향신채
- 허브
- 호르타